# Temporada de ciclones no Pacífico Sul de 2004-2005
A temporada de ciclones no Pacífico Sul de 2004-2005 foi um evento no ciclo anual de formação de ciclones tropicais. A temporada começou em 1 de novembro de 2004 e e terminou em 30 de abril de 2005. Estas datas delimitam convencionalmente o período de cada ano quando a maioria dos ciclones tropicais se formam no Oceano Pacífico sul a leste do meridiano 160 E. Além do mais, o plano de operações sobre ciclones tropicais define um "ano de ciclones tropicais" separado da temporada de ciclones tropicais. Este "ano" começou em 1 de julho de 2004 e terminou em 30 de julho de 2005.
Os ciclones tropicais que se formam entre os meridianos 160°E e 120°W e entre a Linha do Equador e o paralelo 25°S são monitorados pelo Serviço Meteorológico de Fiji. Os ciclones tropicais que se formam entre os mesmos meridianos citados acima e ao sul do paralelo 25°S são monitorados pelo Centro de Aviso de Ciclone Tropical (CACT) em Wellington, Nova Zelândia.

## Nomes das tempestades
Áreas de baixa pressão de escala sinótica que se formam sobre águas quentes são nomeados a qualquer momento, desde que análises via Técnica Dvorak indiquem ventos fortes perto do centro do sistema. Diferente do padrão atlântico, um sistema tropical não nomeado poderá ter ventos fortes em um ou mais qudrantes, mas nunca perto do centro.
Ciclones tropicais que se formam entre os meridianos 160 E e 120 W são monitorados pelo Serviço Meteorológico de Fiji (SMF). Nunca foi observado a formação de um ciclone tropical a leste do meridiano 120°W e a costa oeste da América do Sul. Se futuramente um ciclone tropical se formar nesta região, é incerto como ele será monitorado.
Os nomes são dados em listas sequenciais. Os nomes usados na temporada de 2045 e 2005 estão listados abaixo:
- Judy
- Kerry
- Meena
- Olaf
- Nancy
- Percy
- Rae
- Sheila

## Efeitos sazonais
Esta tabela lista todas as tempestades que se desenvolveram no Pacífico Sul a leste de longitude 160°E durante a temporada 2004-05. Ele inclui sua intensidade na escala de intensidade de ciclones tropicais australianos, duração, nome, desembarques, mortes e danos. Todos os dados são retirados de RSMC Nadi e/ou TCWC Wellington, e todos os números de danos são em 2005 USD.
| Nome                | Datas ativo                 | Classificação máxima                | Velocidade de vento sustentados | Pressão               | Áreas afetadas                   | Danos (USD)  | Fatalidades | Refs  |
| ------------------- | --------------------------- | ----------------------------------- | ------------------------------- | --------------------- | -------------------------------- | ------------ | ----------- | ----- |
| 01F                 | 28 de outubro–30            | Depressão tropical                  | 45 km/h (30 mph)                | 1,001 hPa (29.6 inHg) |                                  |              |             | [ 4 ] |
| 02F                 | 3 de dezembro–14            | Depressão tropical                  | 55 km/h (35 mph)                | 1,000 hPa (30 inHg)   |                                  |              |             | [ 5 ] |
| 03F                 | 3 de dezembro–14            | Depressão tropical                  | 45 km/h (30 mph)                | 1,000 hPa (30 inHg)   |                                  |              |             | [ 5 ] |
| Judy                | 21 de dezembro–27           | Ciclone tropical categoria 1        | 85 km/h (50 mph)                | 987 hPa (29.1 inHg)   |                                  |              |             | [ 6 ] |
| Kerry               | 5 de janeiro–14             | Ciclone tropical severo categoria 3 | 140 km/h (85 mph)               | 970 hPa (29 inHg)     |                                  |              |             | [ 6 ] |
| Lola                | 27 de janeiro – fevereiro 2 | Ciclone tropical categoria 1        | 75 km/h (45 mph)                | 990 hPa (29 inHg)     |                                  |              |             | [ 6 ] |
| Meena               | 1 de fevereiro–8            | Ciclone tropical severo categoria 5 | 215 km/h (130 mph)              | 915 hPa (27.0 inHg)   | Ilhas Cook                       | $20 000 000  | Nenhum      | [ 6 ] |
| Olaf                | 10 de fevereiro–20          | Ciclone tropical severo categoria 5 | 215 km/h (130 mph)              | 915 hPa (27.0 inHg)   | Ilhas Samoa, Ilhas Cook          | $10 000 000  | Nenhum      | [ 6 ] |
| Nancy               | 10 de fevereiro–17          | Ciclone tropical severo categoria 4 | 175 km/h (110 mph)              | 935 hPa (27.6 inHg)   | Ilhas Samoa, Ilhas Cook          |              | Nenhum      | [ 6 ] |
| Percy               | 24 de fevereiro – março 5   | Ciclone tropical severo categoria 5 | 230 km/h (145 mph)              | 900 hPa (27 inHg)     | Tokelau, Ilhas Samoa, Ilhas Cook | $25 000 000  | Nenhum      | [ 6 ] |
| 11F                 | 26 de fevereiro–27          | Depressão tropical                  | 55 km/h (35 mph)                | 998 hPa (29.5 inHg)   | Polinésia Francesa               | Nenhum       | Nenhum      |       |
| Rae                 | 27 de fevereiro–6           | Ciclone tropical categoria 1        | 75 km/h (45 mph)                | 990 hPa (29 inHg)     | Sem áreas afetadas               | Nenhum       | Nenhum      | [ 6 ] |
| 13F                 | 27 de fevereiro – março 4   | Depressão tropical                  | Não definido                    | 1,001 hPa (29.6 inHg) |                                  |              |             | [ 7 ] |
| 14F                 | 14 de abril – maio 1        | Depressão tropical                  | 55 km/h (35 mph)                | 1,000 hPa (30 inHg)   |                                  |              |             | [ 8 ] |
| Sheila              | 20 de abril–22              | Ciclone tropical categoria 1        | 75 km/h (45 mph)                | 990 hPa (29 inHg)     |                                  |              |             | [ 6 ] |
| 16F                 | 20 de abril–22              | Distúrbio tropical                  | Não definido                    | 1,000 hPa (30 inHg)   | Niue                             |              |             |       |
| 17F                 | 26 de abril – 1 de maio     | Depressão tropical                  | Não definido                    | 1,007 hPa (29.7 inHg) |                                  |              |             | [ 8 ] |
| 18F                 | 29 de abril – 1 de maio     | Depressão tropical                  | Não definido                    | 1,006 hPa (29.7 inHg) |                                  |              |             | [ 8 ] |
| Totais da temporada |                             |                                     |                                 |                       |                                  |              |             |       |
| 18 sistemas         | 28 de outubro – 1 de maio   |                                     | 230 km/h (145 mph)              | 900 hPa (27 inHg)     |                                  | >$55 000 000 |             |       |